# Dichotomius fortestriatus
Dichotomius fortestriatus là một loài bọ cánh cứng trong họ Bọ hung (Scarabaeidae).